# الحضارة الهلنستية

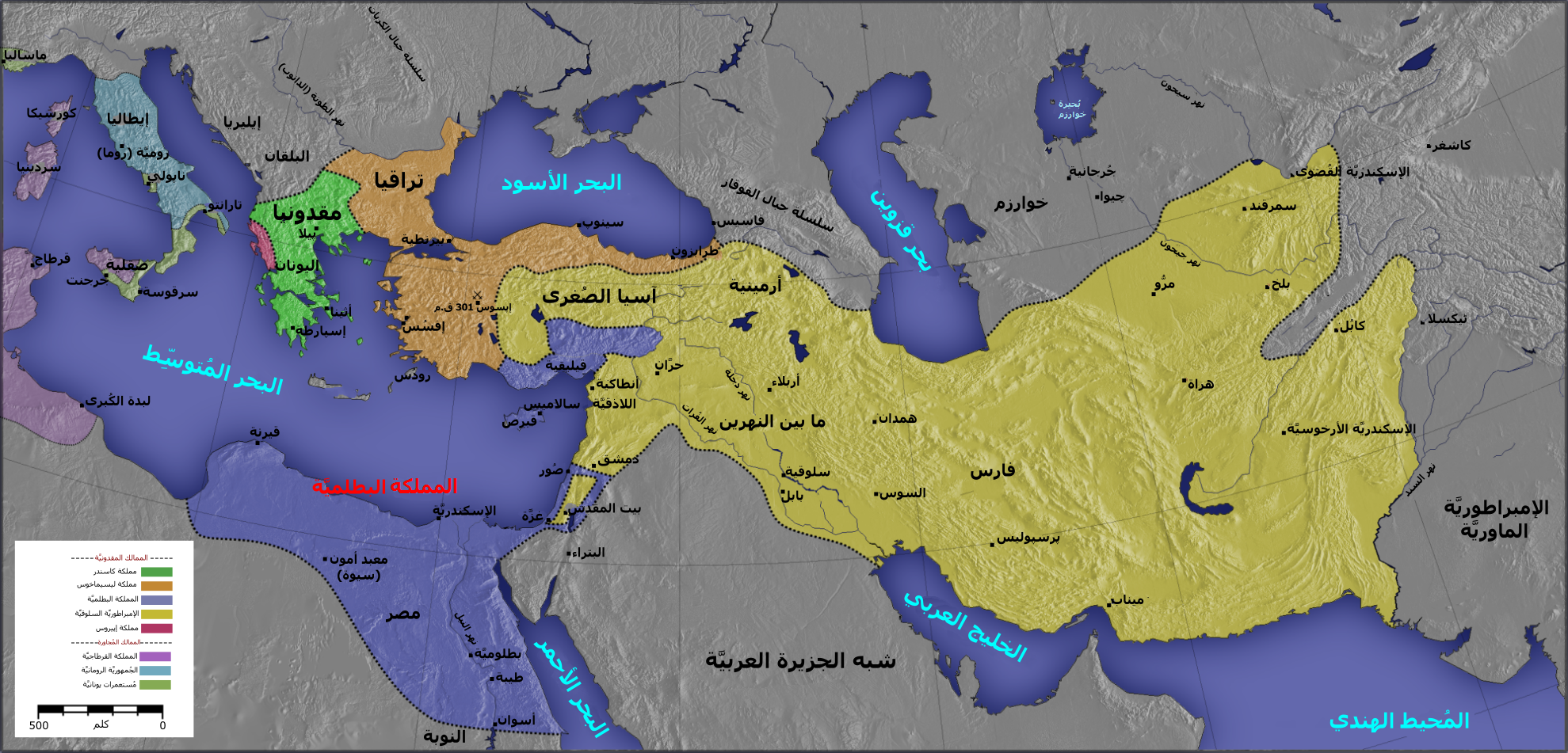
The major Hellenistic realms included the ملوك طوائف الإسكندر:
Kingdom of بطليموس الأول
Kingdom of كاسندر
Kingdom of ليسيماخوس
Kingdom of سلوقس الأول
Epirus
Also shown on the map:
استعمار إغريقي
قرطاج (non-Greek)
Rome (non-Greek)
The orange areas were often in dispute after 281 BC. The سلالة أتالية حاكمة occupied some of this area. Not shown: المملكة الهندية الإغريقية.

تمثل الحضارة الهلنستية ذروة النفوذ اليوناني في العالم القديم بين 323 - 146 ق. م تقريباً (أو حتى 30 ق.م). علماً بأن اللغة العامة اليونانية والفلسفة والدين الإغريقيين كانت أيضاً عناصر هامة في العصر الروماني حتى أواخر العصور القديمة. سبقها مباشرة الفترة اليونانية الكلاسيكية وتلاها مباشرة سيادة روما على المناطق التي هيمنت عليها اليونان، على الرغم من أن الفن والأدب الإغريقي عم المجتمع الروماني الذي تعلمت نخبته اليونانية فضلاً عن اللاتينية.